# NGC 1622
NGC 1622 è una vasta galassia a spirale intermedia situata nella costellazione dell'Eridano, a una distanza di circa 231 milioni di anni luce dalla nostra Via Lattea.

## Scoperta
La galassia è stata scoperta il 16 gennaio 1850 dall'astronomo irlandese George Stoney.

## Descrizione
NGC 1622 ha una classe di luminosità I-II e presenta una larga riga a 21 cm dell'idrogeno neutro.